# Verwaltungsgemeinschaft Schillingsfürst
In der Verwaltungsgemeinschaft Schillingsfürst im mittelfränkischen Landkreis Ansbach haben sich am 1. Mai 1978 folgende Gemeinden zur Erledigung ihrer Verwaltungsgeschäfte zusammengeschlossen:
1. Buch a.Wald, 1021 Einwohner, 26,43 km²
2. Diebach, 1199 Einwohner, 22,34 km²
3. Dombühl, Markt, 1969 Einwohner, 17,89 km²
4. Schillingsfürst, Stadt, 2788 Einwohner, 27,50 km²
5. Wettringen, 999 Einwohner, 21,41 km²
6. Wörnitz, 1823 Einwohner, 24,46 km²

Sitz der Verwaltungsgemeinschaft ist die Villa Roth in Schillingsfürst. Alle Teile zählen zur Metropolregion Nürnberg.

## Gemeinschaftsvorsitz
1. Vorsitzender Jürgen Geier (Dombühl)
2. Vorsitzende Gabriele Hofacker (Diebach)
3. Vorsitzende Friederike Sonnemann (Wörnitz)